# بهار، بهار
بهار، بهار یک مجموعه تلویزیونی محصول سال ۱۳۶۵ به کارگردانی کامبیز صمیمی‌مفخم، محمد مطیع، نویسندگی و تهیه‌کنندگی نصرت دستمردی می‌باشد که در نوروز ۱۳۶۶  شد.